# Quinto Áulio Cerretano
Quinto Áulio Cerretano (m. 315 a.C.; em latim: Quintus Aulius Cerretanus) foi um político da gente Áulia da República Romana, eleito cônsul por duas vezes, em 323 e 319 a.C., com Caio Sulpício Longo e Lúcio Papírio Cursor respectivamente.

## Primeiro consulado (323 a.C.)
Quinto Áulio foi eleito cônsul em 323 a.C. com Caio Sulpício Longo. No contexto da Segunda Guerra Samnita, Quinto Áulio liderou a campanha contra os apúlios enquanto Caio Sulpício liderou a campanha contra os samnitas, que haviam retornado à sua cidade, violando o tratado recém firmado com os romanos. Em ambos os casos, os romanos devastaram o território dos inimigos sem conseguir, contudo, forçar uma batalha decisiva.

## Segundo consulado (319 a.C.)
Quinto Áulio foi eleito cônsul novamente em 319 a.C., desta vez com Lúcio Papírio Cursor. Com uma única vitória, Quinto Áulio encerrou a guerra contra os ferentanos, que estavam dando refúgio aos samnitas derrotados em Lucéria.

## Mestre da cavalaria (315 a.C.)
Em 315 a.C., foi escolhido para ser o mestre da cavalaria (magister equitum) do ditador Quinto Fábio Máximo Ruliano. Segundo a versão relatada por Lívio, foi morto num combate contra a cavalaria samnita perto da muralha de Satícula:
| “ | O mestre da cavalaria Quinto Áulio Cerretano, sem ouvir a opinião do ditador, utilizando todos os seus esquadrões de cavalaria, organizou um impetuoso ataque e repeliu os samnitas. [...] o mestre da cavalaria romano, com a lança erguida, incitou seu cavalo com tanta fúria que derrubou [o comandante samnita] de sua cela já sem vida no primeiro golpe [...] Os samnitas atiraram suas flechas contra Áulio, que imprudentemente se viu no meio dos esquadrões inimigos. | ” |
|   | — Lívio, Ab Urbe condita IX, 22. |   |

Porém, o próprio Lívio reporta que, segundo alguns anais que consultou, Quinto Áulio teria sido morto na Batalha de Láutulas, que ocorreu logo depois do confronto em Satícula.